# We Two Are One Too
We Two Are One Too – kompilacja brytyjskiego duetu Eurythmics wydana w 1990 roku.

## Ogólne informacje
Wydawnictwo promowało album We Too Are One. Zawiera nagrania w różnej formie. Są to m.in. wideoklipy, nagrania ze studia, wywiady czy fragmenty trasy Revival Tour. Nie jest to stricte video album, ale jest utrzymany w podobnej konwencji co poprzednik. Reżyserią zajęła się Sophie Muller wieloletnia współpracowniczka zespołu, z wyjątkiem klipów „The King and Queen of America” (Will Smax) i „Revival” (Philippe Gautier), który jest dostępny tylko na tym wydawnictwie. Materiał został wydany na VHS i Laserdisc w Europie oraz w Japonii.

## Lista nagrań
- „We 4 are 3” (intro) – 2:38
- „We Two Are One” (wersje live i akustyczna) – 1:30
- „I Love You Like a Ball and Chain” (werja live) – 1:17
- „Don’t Ask Me Why” (promo) – 4:20
- „How Long?” (improwizacja) – 2:09
- „You Hurt Me (I Hate You)” (wersja albumowa) – 0:30
- „(My My) Baby’s Gonna Cry” (promo) – 4:52
- „We Two Are One” (werja live) – 0:23
- „I Need You” (improwizacja) – 2:19
- „Rudolph the Red-Nosed Reindeer” (improwizacja z grupą dzieci) – 1:30
- „The King and Queen of America” (promo) – 4:19
- „Love Is a Stranger” (werja live) – 0:25
- „Sylvia” (wersja albumowa) – 1:28
- „Revival” (promo) – 3:59
- „Farewell to Tawathie” (tradycyjna szkocka piosenka, improwizacja) – 2:30
- „Angel” (promo) – 5:05
- „Ballad of Eurythmics Road Crew” (improwizacja) – 1:23
- „When the Day Goes Down” (wersje albumowa i live) – 6:21